# Амстердамський філармонічний оркестр
Амстердамський філармонічний оркестр (нід. Amsterdams Philharmonisch Orkest) — нідерландський симфонічний оркестр, що існував в Амстердамі в 1953—1985 роках.
Був заснований як оркестр Кунстманд (нід. Kunstmaand Orkest) для роботи на музичному фестивалі «Місяць мистецтв» (нід. Kunstmaand), яким керував піаніст Ян Гукріде. Очолити оркестр запросили скрипаля й диригента Антона Кершеса, що став його беззмінним керівником і вивів оркестр на солідний професійний рівень. У 1969 році оркестр було перетворено в Амстердамський філармонічний оркестр. Кершес багато зробив задля популяризації в Нідерландах музики Дмитра Шостаковича в 1972 і 1977 роках гастролював разом з оркестром у СРСР.
У 1985 р. оркестр зазнав реорганізації через політику суворого заощадження уряду Рууда Любберса: з трьох оркестрів — Амстердамського філармонічного, Утрехтського симфонічного й Нідерландського камерного — було створено єдиний Нідерландський філармонічний оркестр.